# Отладчик
Отла́дчик (англ. debugger от bug, баг) — компьютерная программа для автоматизации процесса отладки: поиска ошибок в других программах, ядрах операционных систем, SQL-запросах и других видах кода. В зависимости от встроенных возможностей, отладчик позволяет выполнять трассировку, отслеживать, устанавливать или изменять значения переменных в процессе выполнения кода, устанавливать и удалять точки останова или условия остановки и так далее.

## Виды и классификация
Основные классы отладчиков — символьные (высокоуровневые, как правило встраиваемые в интегрированные среды разработки) и машинные (низкоуровневые, работающие непосредственно с исполняемым процессорным кодом, включающие дизассемблеры и отладочные символы для представления точек выполнения), однако существует множество вариантов и комбинаций. Существуют специальные классы отладчиков по виду отлаживаемого программного обеспечения (например, отладчики ядра для ядер операционных систем).

## Примеры
Среди популярных отладчиков: Microsoft Visual Studio Debugger (Windows), Средства отладки Xcode (macOS и iOS), GDB (Linux), Android SDK и Android Studio (Android).